# Trois de Saint-Cyr
Pour plus de détails, voir Fiche technique et Distribution.
Trois de Saint-Cyr est un film français réalisé par Jean-Paul Paulin en 1938, sorti en 1939.

## Synopsis
Trois élèves de la prestigieuse école militaire française de Saint-Cyr, notamment un major de sa promotion, sont envoyés en Syrie. Leur mission est de combattre les rebelles dans le désert. L'un d'eux trouve la mort au cours de l'attaque de leur fortin. Son héroïsme lui vaut la reconnaissance de ses pairs : son nom est ainsi donné à une nouvelle promotion, tandis que sa sœur et son compagnon de combat unissent leurs destinées.

## Fiche technique
- Titre : Trois de Saint-Cyr
- Réalisateur : Jean-Paul Paulin
- Scénario : Gérard Carlier et Paul Fékété
- Dialogues : Paul Fékété
- Décors : Marcel Magniez, Pierre Schild et Raymond Gabutti
- Photographie : Marcel Lucien, Raymond Clunie et Jean Lalier
- Son : William-Robert Sivel
- Montage : Jean Feyte et André Versein
- Musique : Pierre Dupont et Marceau Van Hoorebecke
- Effets spéciaux : Nicolas Wilcke
- Société de production : Les Productions Calamy (Paris)
- Directeur de production : Léopold Schlosberg
- Format : Noir et blanc
- Durée : 97 minutes
- Date de sortie :
  - France : 1er février 1939

## Distribution
- Roland Toutain : Paul Parent
- Jean Mercanton : Jean Le Moyne
- Jean Chevrier : Pierre Mercier
- Paul Amiot	: Le général
- Jean Worms : Le commandant Lenoir
- Jean Parédès : Bréval
- Maurice Marceau : Beaumont
- Jean Fay : Lieutenant Moulin
- Chukry-Bey : Un chef de tribu
- Hélène Perdrière : Françoise le Moyne
- Léon Belières : Monsieur Le Moyne
- Colette Régis : Madame Mercier
- Et Marfa Dhervilly, Paul Escoffier, Hélène Helly, Maurice Marsay, Jacques Vitry : rôles non-spécifiés

## Commentaires
Dans ce film sont exaltées les valeurs de la prestigieuse école militaire française et les vertus patriotiques de ce corps d'élite.
Sa sortie coïncide avec le début de la guerre, et le film connaît un grand succès.
Les scènes générales (plans lointains) de cours ont été tournées à l'école militaire de Saint-Cyr en présence des élèves officiers des Promotions Soldat inconnu (1936-1938) et Marne & Verdun (1937-1939).